# Inez (Kentucky)
Pour les articles homonymes, voir Inez.
La ville d’Inez (en anglais [ɑːnəz] ou [aɪnəz]) est le siège du comté de Martin, dans l’État du Kentucky, aux États-Unis. Elle comptait 717 habitants lors du recensement de 2010.

## Personnalité liée à la ville
Mike Duncan, président du Comité national républicain depuis 2007, est né à Inez.